# Bathygadus spongiceps
Bathygadus spongiceps är en fiskart som beskrevs av Gilbert och Hubbs 1920. Bathygadus spongiceps ingår i släktet Bathygadus och familjen skolästfiskar. Inga underarter finns listade.